# Spanische Tanne
Die Spanische Tanne (Abies pinsapo), auch Igel-Tanne oder Pinsapo-Tanne genannt, ist eine Pflanzenart aus  der Familie der Kieferngewächse (Pinaceae). Sie kommt nur im Süden Spaniens und im Norden Marokkos vor und erreicht ein Höchstalter von 250 bis 300 Jahren.

## Beschreibung

### Erscheinungsbild
Die Spanische Tanne wächst als immergrüner Baum mit maximalen Wuchshöhen von 25 bis 30 m und Brusthöhendurchmessern von 1 bis 1,5 m. Der Stamm ist bei Bäumen, die geschützt in Beständen wachsen, gerade und säulenartig mit kreisrundem Querschnitt, aber häufig auch verdreht und im oberen Stammbereich gegabelt. Bei ungeschützt stehenden Bäumen kann der Stamm sehr unregelmäßige Formen annehmen und auch gekrümmt oder zwieselig sein. Die langen Äste erster Ordnung stehen meist in Dreierquirlen und biegen sich im unteren Stammbereich nach unten sowie im Wipfelbereich nach oben. Die dicht in Dreierquirlen stehenden Äste der zweiten Ordnung gehen waagerecht oder aufsteigend ab. Alle Äste tragen kräftige und sehr harte Zweige. Die Baumkrone setzt tief am Stamm an und kann bei frei stehenden Bäumen auch bis zum Boden reichen. Sie ist bei jungen Bäumen schmal und kegelförmig, während sie bei älteren Bäumen pyramidenförmig oder unregelmäßig geformt und mehr oder weniger dicht ist. Es treten häufig stammbürtige Triebe auf.

### Knospen und Nadeln

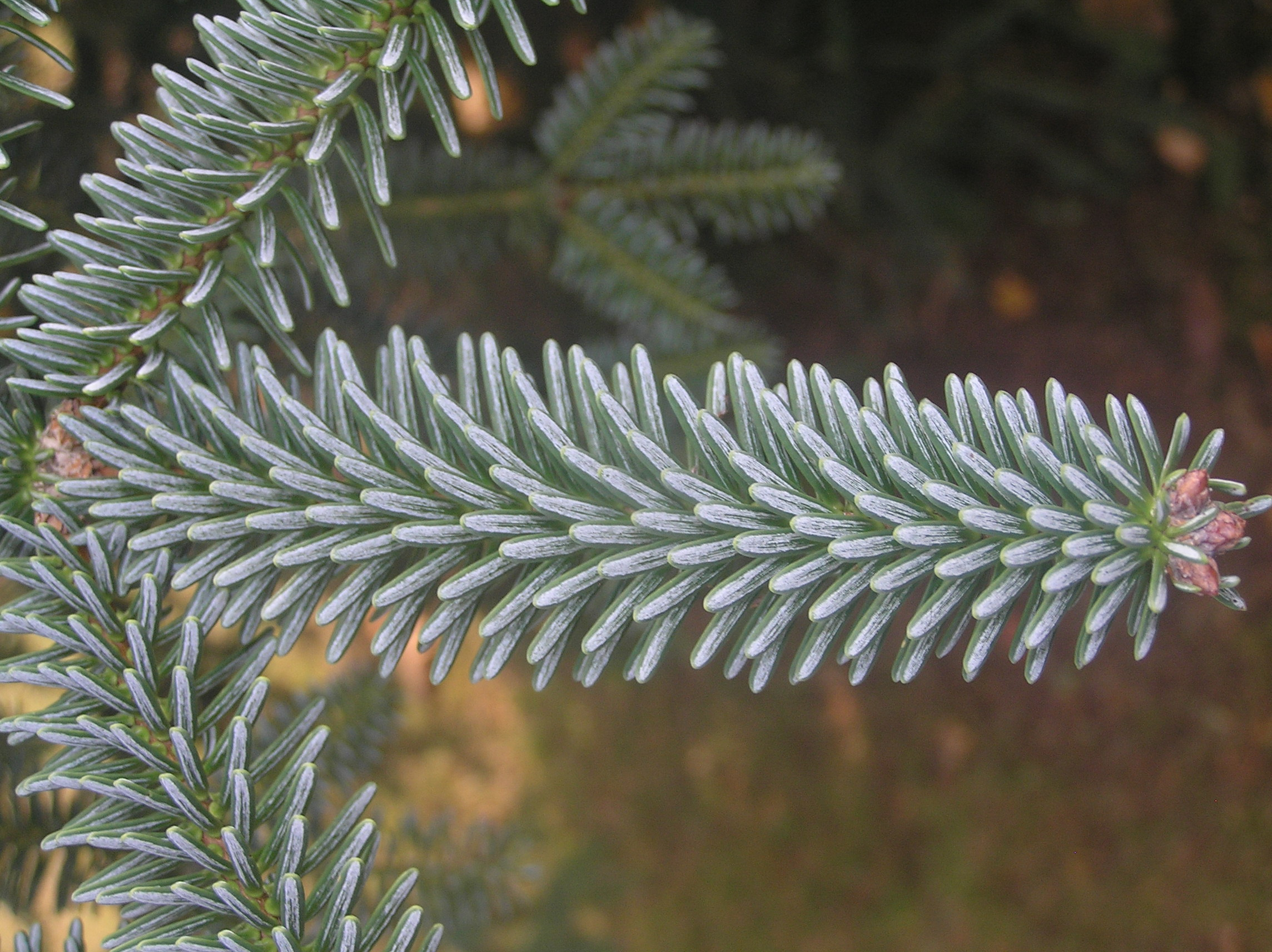
Zweig mit Nadeln

Die eiförmig-kugeligen Knospen sind nicht bis stark harzig. Sie sind hell rötlich braun bis violett-braun gefärbt und werden zwischen 5 und 6 mm lang und zwischen 4 und 4,5 mm dick. Die dreieckigen und gekielten Knospenschuppen sind an der Spitze frei. Die stumpfen Winterknospen werden 3 bis 4 mm lang und sind stark verharzt.
Die relativ starren, nicht stechenden Nadeln stehen spiralförmig angeordnet an den Zweigen.  Sie stehen an den Seitentrieben radial bis mehr oder weniger kammartig und sind an der Oberseite der Triebe meist zurückgebogen. Sie sind bei einer Länge von 0,6 bis 2 cm sowie einer Breite von 2 bis 3 mm linealisch-zungenförmig und haben einen runden oder abgeflachten, viereckigen Querschnitt. Die Nadeln im oberen Kronenteil bleiben dabei meist kürzer als die im unteren Kronenbereich. Die Basis der Nadeln kann etwas verdreht sein, und die Nadelspitze ist stumpfer über spitz bis zugespitzt. Die Nadeloberseite ist dunkelgrün  über gräulich grün und blaugrün bis glauk; die Nadelunterseite ist silbrig weiß gefärbt. An der Nadeloberseite findet man mehrere Stomatareihen, während man an der gekielten Nadelunterseite zwei weiße, durch eine Mittelrippe voneinander getrennte Stomatareihen vorfindet. Die Nadeln verbleiben bis zu 13 oder 15 Jahre am Baum, ehe sie abfallen. Die Sämlinge besitzen fünf bis acht Keimblätter (Kotyledonen).

### Blüten, Zapfen und Samen

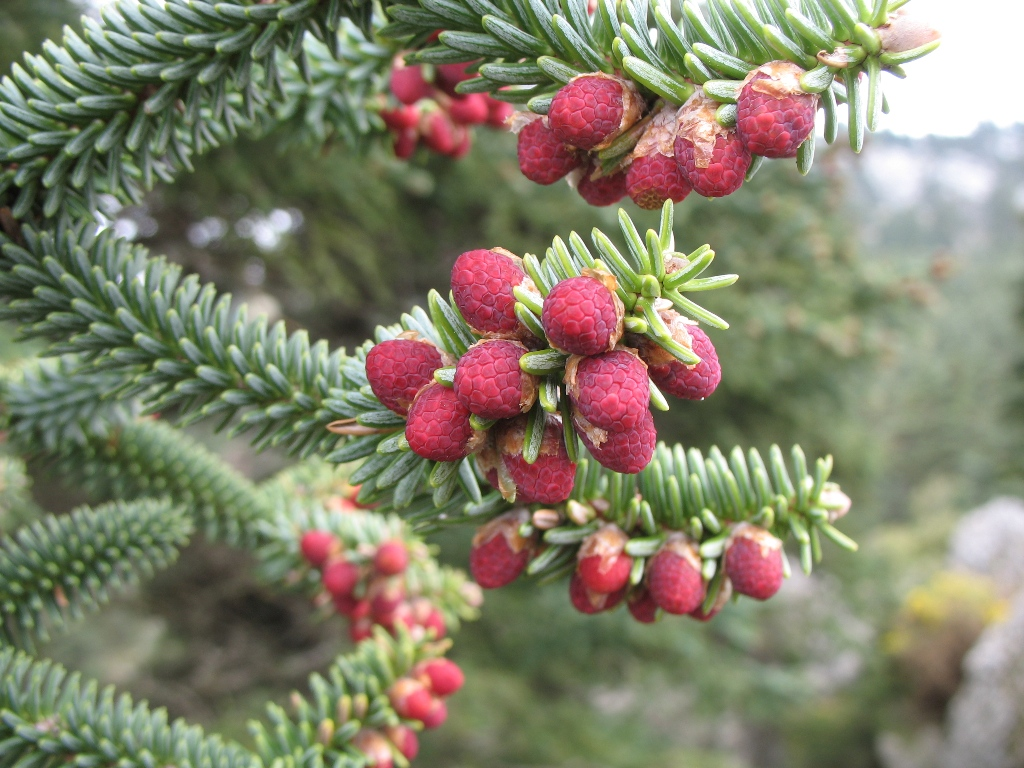
Männliche Blütenzapfen

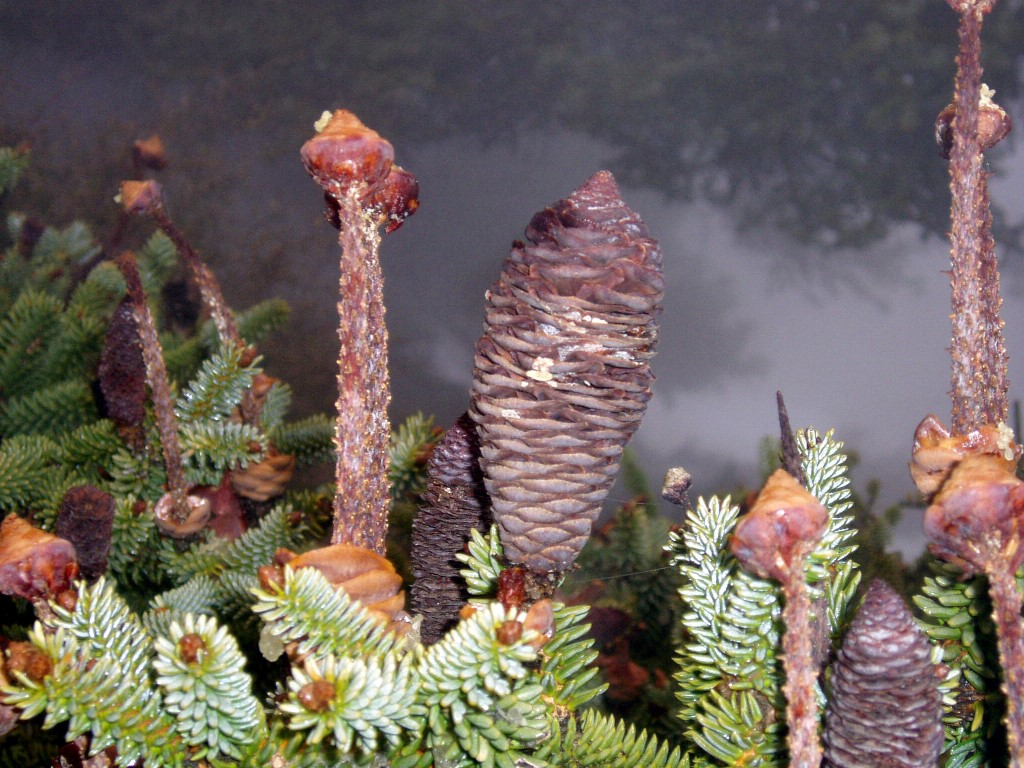
Reife Zapfen, beim linken Zapfen ist nach dem Entlassen der reifen Samen nur mehr die Zapfenspindel vorhanden

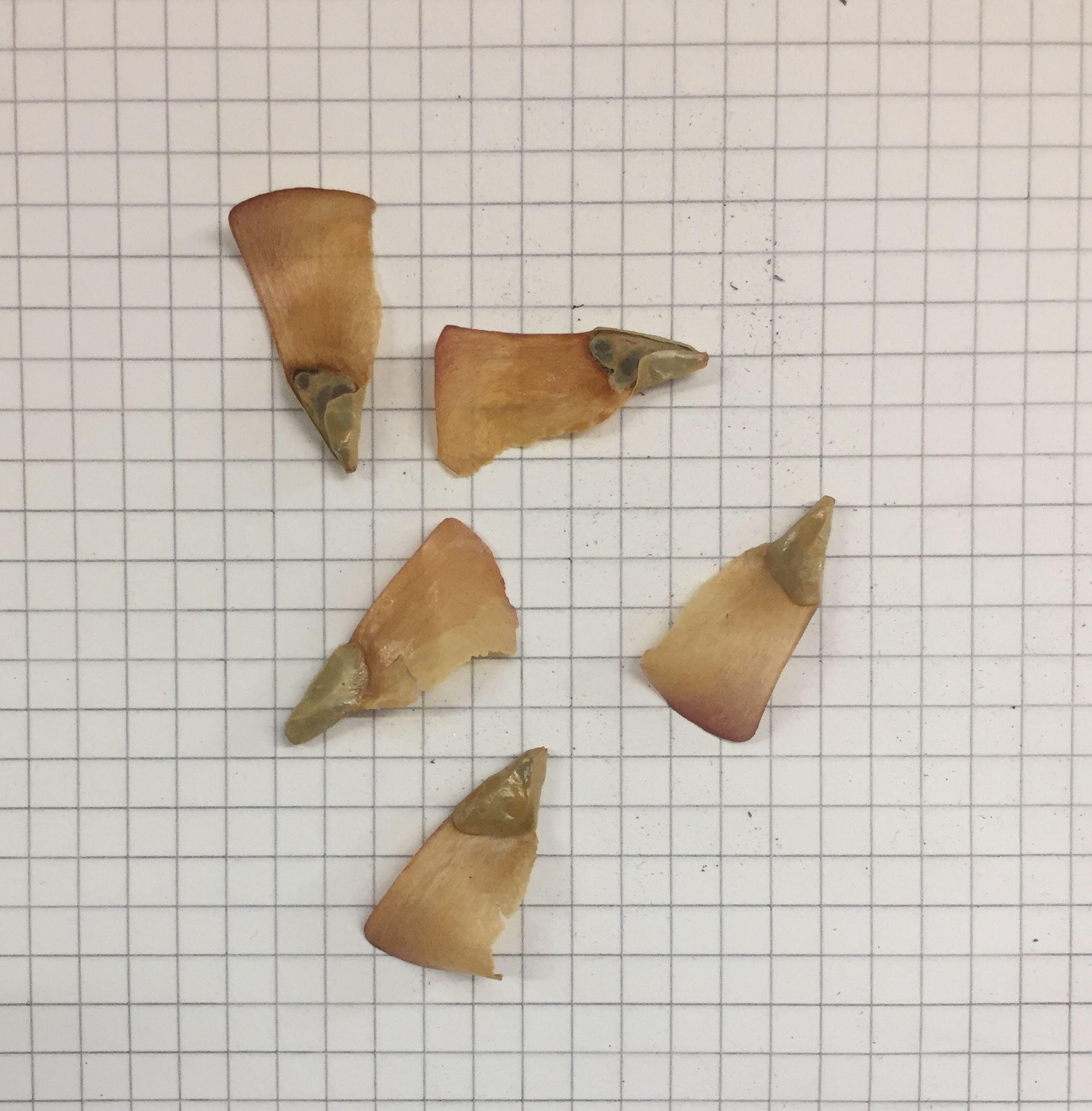
Samen Abies pinsapo

Die Spanische Tanne ist einhäusig-getrenntgeschlechtig (monözisch) und wird mit 25 bis 35 Jahren mannbar. Die Blütezeit umfasst die Monate April und Mai. Die relativ großen, eiförmigen männlichen Blütenzapfen werden 5 bis 7 mm lang und rund 4 mm dick. Sie sind anfangs grün und zur Blütezeit gelblich gefärbt und haben rote, purpurrote oder violett gefärbte Mikrosporophylle. Nach der Entlassung der Pollen verfärben sie sich braun. Man findet sie vor allem im unteren Kronenteil. Dort stehen sie in Gruppen angeordnet an den Seiten von Trieben. Die ungestielten weiblichen Blütenzapfen stehen aufrecht und sind anfangs grün, verfärben sich später aber bräunlich grün. Man findet sie vor allem im oberen Kronenbereich.
Die zylindrisch geformten, stumpfen, an der Spitze aber meist warzenförmigen Zapfen werden 9 bis 18 cm lang sowie 3 bis 5 cm dick und stehen an einem kurzen Stiel. Sie sind anfangs grünlich violett, zur Reife im September bis Oktober hell- bis dunkelbraun gefärbt. Man findet sie vor allem im oberen Kronenbereich, wo sie aus den weiblichen Blütenzapfen entstehen. Unter den 2,5 bis 2,8 cm langen und 2,2 bis 2,5 cm breiten Samenschuppen sind die 1 bis 1,3 cm langen Deckschuppen verborgen. Die etwas gerillten aber glatten Samenschuppen sind dreieckig über kelchartig bis keilartig-fächerförmig geformt mit lang gestielter Basis sowie gewellter und etwas zurückgebogener Spitze. Ungeschützte Bereiche der Samenschuppen sind gelblich behaart. Die länglichen Deckschuppen haben eine verkehrt-herzförmige Spitze mit einem kleinen Zipfel. Die annähernd kegelförmige, violett-braune Zapfenspindel verbleibt auch nach dem Entlassen der reifen Samen ab Oktober und dem Abfallen der Samenschuppen am Zweig. Acht bis neun Zapfen wiegen etwa 1 kg und enthalten rund 250 g an Samenkörnern.
Die hellbraunen, bei einer Länge von 6 bis 10 mm verkehrt-eiförmigen über länglich-keilförmigen bis dreieckigen Samen besitzen einen hellbraunen länglich-keilförmigen Flügel, welcher mit 13 bis 20 mm bis zu doppelt so lang wie die Samen sein kann und rund 10 mm breit ist. Das Tausendkorngewicht liegt zwischen 45 und 67 g.

### Rinde und Wurzeln
Die weiß- bis dunkelgraue Borke ist bei jungen Bäumen glatt und wird mit zunehmendem Alter dunkler bis fast schwarz, rauer und reißt in längliche Schuppen auf. Zweige haben anfangs eine rötlich- oder grünlichbraun gefärbte Rinde, welche sich mit der Zeit grau verfärbt. Die großen Blattnarben sind grau-violett.
Die Spanische Tanne bildet je nach den örtlichen Standortbedingungen verschiedene Wurzelsysteme aus. So findet man an Pflanzen, welche auf flachgründigen sowie kompakten Böden wachsen, meist ein langes und nahe an der Oberfläche verlaufendes System vor, welches aus dicken Wurzeln gebildet wird. Auf lockeren Böden hingegen wird eine stark verzweigte, kräftige Pfahlwurzel gebildet.

### Holz
Sowohl das Kern- als auch das Splintholz der Spanischen Tanne sind weiß und lassen sich farblich nicht voneinander unterscheiden. Die Jahresringe sind aufgrund des hellen Frühholzes und des dunkleren Spätholzes sehr gut erkennbar. Es werden nur wenige Holzstrahlen gebildet, welche zum Großteil einreihig sind und die Tüpfel sind taxodiod, sie haben also ovale bis rundliche Öffnungen, welche den Hofumriss nicht überlappen. Es treten keine primären Harzkanäle auf, es können aber nach Verletzungen oder nach Wurzelverwachsungen mit benachbarten Bäumen traumatische Harzkanäle gebildet werden.
Das relativ leichte Holz hat eher ungünstige mechanische Eigenschaften, ist aber widerstandsfähig gegenüber Fäule.
| Kenngröße                          | Wert        | Einheit |
| ---------------------------------- | ----------- | ------- |
| Rohdichte (r12)                    | 339 – 537   | kg/m³   |
| Biegefestigkeit                    | 1180 – 1378 | kg/cm²  |
| Zugfestigkeit, senkrecht zur Faser | 19 – 22     | kg/cm²  |
| Druckfestigkeit                    | 485 – 525   | kg/cm²  |

### Chromosomenzahl
Die Chromosomenzahl beträgt 2n = 24.

## Verbreitung und Standort

Verbreitungsgebiet, grün das der var. pinsapo, braun das der var. marocana

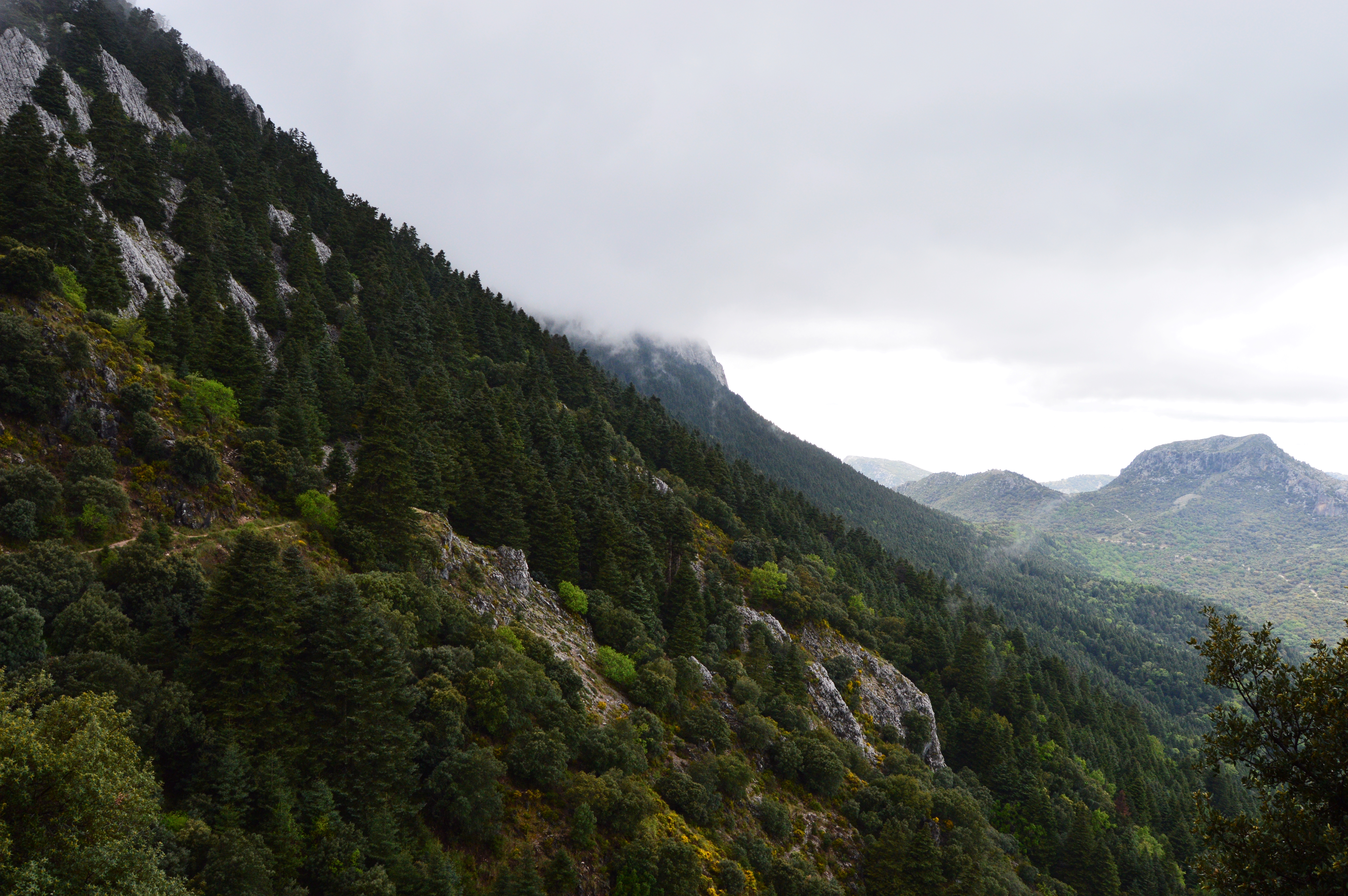
Bestand mit Spanischen Tannen in der Sierra de Grazalema

Das natürliche Verbreitungsgebiet der Spanischen Tanne umfasst zwei geographisch voneinander getrennte Vorkommen im südöstlichen Spanien sowie dem nördlichen Marokko, welche wiederum in fünf teilweise voneinander isolierte Teilvorkommen unterteilt sind. Zwischen den beiden Vorkommen liegt eine Strecke von etwa 135 km. In Spanien umfasst das tatsächlich besiedelte Verbreitungsgebiet eine Fläche von 28,7 km² und gliedert sich in drei Teilvorkommen, welche in der Sierra de Grazalema in der Provinz Cádiz sowie in der Sierra de las Nieves bei Ronda, Yunquera und Tolox und der Sierra Bermeja bei Cañete la Real in der Provinz Málaga liegen. Der Bestand in der Sierra de Nieves umfasst eine Fläche von 24 km², während die Bestände in der Sierra de Grazalema, vor allem entlang der Sierra del Pinar, eine Fläche von etwa 4 km² besiedeln und in der Sierra Bermeja ein 0,7 km² großer Bestand wächst. Das 28 km² große und in zwei Teilvorkommen unterteilte Verbreitungsgebiet in Marokko liegt im westlichen Rif-Gebirge und umfasst vor allem Vorkommen an den Bergen Bouslimane, Fahs, Kharbouch, Lakraa, Sfiha Tell, Talassemtane und Taloussisse sowie isoliert vom anderen Vorkommen am südwestlich von Tétouan gelegenen Berg Tazaot.
Die Spanische Tanne ist eine Pflanzenart des montanen und humiden, mediterranen Klimas, wobei es an ihren natürlichen Standorten im Winter und im Frühjahr auch zu Einflüssen des atlantischen Klimas kommt. Sie kommt in Spanien in Höhenlagen von 900 bis 2000 m und in Marokko in Höhenlagen von 1400 bis 2100 m vor, wobei sie optimal in Höhen zwischen 1400 und 1800 m gedeiht. Die jährliche Niederschlagsmenge liegt je nach Standort bei ungefähr 1000 mm bis 1500 mm, kann aber auch 1900 oder mehr als 2000 mm betragen. Der meiste Niederschlag fällt im kalten und feuchten Winter mit Extremtemperaturen von bis zu −8 °C, denen warme und trockene Sommer mit Temperaturen von bis zu +36 °C gegenüberstehen.
Die Art besiedelt überwiegend Böden, welche sich aus dolomitischem Kalkstein, Peridotit oder Serpentinit gebildet haben, stellt aber keine hohen Ansprüche an die besiedelten Böden und wächst deshalb auch leicht auf anderen Substraten. Bevorzugt werden feuchte und schattige Standorte. Sie wächst in Spanien vor allem an steilen und exponierten Nord- und Nordosthängen, während in Marokko Hochebenen und flache Täler besiedelt werden. Die Spanische Tanne ist mesothermisch und subhydrophil, aber resistenter gegenüber Trockenheit und lichtbedürftiger als andere mediterrane Tannenarten. Eine Windexposition sowie Schneefall werden toleriert.

## Ökologie

### Vermehrung und Wachstum
Bei der Spanischen Tanne kommt es alle Jahre zu unterschiedlich starkem Zapfenbesatz; das bedeutet, dass jeder Baum bis zu 8 kg oder weniger als 1 kg an Zapfen tragen kann. Acht bis neun Zapfen enthalten etwa 250 g an Samenkörnern und 1 kg Saatgut enthält 15.000 bis 22.000 Samenkörner. Von den Samen sind auch rund 90 Prozent keimfähig, aber die tatsächliche Keimrate liegt aufgrund der verzögerten Entwicklung eines Keimlings sowie einer endogenen Keimruhe meist bei unter 50 Prozent. Die Samen sind empfindlich gegenüber lang anhaltenden tiefen Temperaturen und keimen im nächsten Frühjahr nach den letzten Winterfrösten. Bei Aussaaten treiben sie nach 10 bis 30 Tagen aus, sofern sie zuvor statifiziert, also Kälte ausgesetzt worden sind, ansonsten kann sich die Keimung erheblich verzögern.
Obwohl die Bestände der Spanischen Tanne einer dauerhaften Waldbrandgefahr ausgesetzt sind, sind Bodenfeuer für die Naturverjüngung wichtig, da sie konkurrierende Pflanzen wie Sträucher und Gräser beseitigen. Der Beweidung durch verschiedene Tierarten kommt eine ähnlich wichtige Rolle in der Naturverjüngung zu. Damit sich die Jungpflanzen aber durchsetzen können, benötigen sie schattige Lagen und vor allem einige regenreiche Jahre nach dem Austrieb oder der Auspflanzung. Als die Spanische Tanne noch forstwirtschaftlich genutzt wurde, wurden die Bestände in einem Umtrieb von 100 bis 120 Jahren und einem jährlichen Holzertrag von 1–4 m³ bewirtschaftet. In der Sierra de Grazalema und in der Sierra de las Nieves wurde bei einer forstwirtschaftlichen Inventur eine durchschnittliche Bestandesgrundfläche von mehr als 50 m² je Hektar festgestellt.

### Vergesellschaftung
Die Spanische Tanne bildet xerophytische, also an die mediterrane Trockenheit angepasste Waldgesellschaften. Mischwälder werden vor allem mit Ahornen (Acer) und Eichen (Quercus), gelegentlich auch Kiefern (Pinus) gebildet; es kommen aber auch reine Tannenwälder vor. Grundsätzlich unterscheiden sich die Waldgesellschaften etwas in ihrem genauen Aufbau in Spanien und Marokko.
Eichen-Tannenmischwälder findet man in Spanien unterhalb von 1100 m ü. M., darüber treten eher dichte Reinbestände auf. In diesen Mischwäldern findet man vor allem die Portugiesische Eiche (Quercus faginea) und die Steineiche (Quercus ilex) während die Strauchschicht hauptsächlich durch den Lorbeer-Seidelbast (Daphne laureola), den Gemeinen Efeu (Hedera helix), der Stinkenden Nieswurz (Helleborus foetidus) sowie dem Stechenden Mäusedorn (Ruscus aculeatus) gebildet wird und in der Krautschicht die Übelriechende Schwertlilie (Iris foetidissima) und der Kletten-Krapp ( Rubia peregrina) vorkommen. In offenen Waldgebieten treten auch die Weißliche Zistrose (Cistus albidus), der Eingriffelige Weißdorn (Crataegus monogyna), Bupleurum gibraltarium, Bupleurum spinosum, der Schlehdorn (Prunus spinosa) sowie das Dornige Steinkraut (Ptilotrichum spinosum) als vergesellschaftete Arten in Erscheinung. In der Sierra Bermeja bildet die Spanische Tanne Waldgesellschaften mit der Korkeiche (Quercus suber) und anderen Nadelbaumarten wie der Aleppo-Kiefer (Pinus halepensis) und der See-Kiefer (Pinus pinaster). In dieser Region besteht der Unterwuchs hauptsächlich aus Bunium macuca, Cerastium gibraltaricum, der Pappelblättrigen Zistrose (Cistus populifolius), Erica terminalis, Genista hirsuta und Genista triacanthos.
In Marokko findet man Ahorn-Eichen-Tannenmischwälder in den Höhenlagen zwischen 1400 und 1800 m. In diesen Wäldern dominieren neben der Spanischen Tanne und neben dem Granada-Ahorn (Acer granatense), der Portugiesischen Eiche (Quercus faginea), der Steineiche (Quercus ilex), Quercus lusitanica sowie der Algerischen Eiche (Quercus canariensis) vor allem die Europäische Stechpalme (Ilex aquifolium), und die Europäische Eibe (Taxus baccata) als Baumarten. Am Waldboden dieser Wälder wachsen unter anderem der Rote Fingerhut (Digitalis purpurea), die Palisaden-Wolfsmilch (Euphorbia characias), Hedera maroccana und Paeonia coriacea. In den darüber liegenden Höhenlagen bis 2000 m dominieren Nadelbäume wie die Atlas-Zeder (Cedrus atlantica), die Schwarzkiefer (Pinus nigra) und die See-Kiefer (Pinus pinaster) das Waldbild. In den Höhenlagen über 2000 m kommen vor allem strauchartig wachsende Arten wie Berberis hispanica, Bupleurum spinosum, Crataegus laciniata, Rosa micrantha, die Mittelmeer-Brombeere (Rubus ulmifolius) und der Lorbeerblättrige Schneeball (Viburnum tinus) als vergesellschaftete Arten vor.

### Krankheiten und Schädlinge
Die Spanische Tanne wird sowohl von Pilzen als auch von tierischen Schädlingen befallen. Krankheiten und Schädlingsbefälle treten vor allem nach Dürren auf und haben in den letzten 15 Jahren zugenommen.

#### Verbiss
Schäden durch Verbiss können größere Ausmaße annehmen, wobei aber zumindest durch Nutztiere verursachte Verbissschäden kaum mehr auftreten.

#### Schadpilze
Im natürlichen Verbreitungsgebiet der Spanischen Tanne treten verschiedene Pilzarten als Schädlinge auf. So befällt unter anderem Rhizosphaera oudemansii die Nadeln. Der Gemeine Hallimasch (Armillaria mellea) verursacht stellenweise Ausfälle in den Beständen. Ein weiterer auftretender Schadpilz ist der Wurzelschwamm (Heterobasidion annosum).

#### Schadinsekten
Als Schadinsekten werden hauptsächlich verschiedene Arten von Borkenkäfern genannt, von denen Pityophthorus pinsapo vermutlich nur an der Spanischen Tanne lebt. Andere Borkenkäfer wie Cryphalus numidicus, Crypturgus mediterraneus, Crypturgus numidicus und der Gestreifte Nutzholzborkenkäfer (Trypodendron lineatum) befallen auch andere mediterrane Nadelbaumarten. Vor allem ein Befall mit Cryphalus numidicus ist besonders schwerwiegend, da diese Art den Stamm und die Äste schädigt und häufig zum Absterben des ganzen Baumes führt.  Die Raupen des Zünslers Dioryctria aulloi fressen in der ersten Generation die vegetativen Knospen, wodurch es zu einer Adventivbildung von Sprossen kommt, und in der zweiten Generation fressen sie an den Zapfen.
Die Schildlaus Chionaspis barbeyi sowie die Europäische Weißtannentrieblaus (Mindarus abietinus) saugen an der Rinde.

#### Abiotische Schadfaktoren
Den wichtigsten abiotischen Schadfaktor stellen Waldbrände dar, wodurch allein in Spanien in den letzten 45 Jahren eine Waldfläche von 566 Hektar zerstört worden sind. Obwohl die Spanische Tanne diese Feuer für die Naturverjüngung braucht, da diese konkurrierende Arten eindämmen, ist sie nicht an Waldbrände angepasst. So treiben Bäume nach einem Brand nicht erneut aus und auch die Samen überstehen die Feuer nicht und können auch geschützt im Boden nicht lange genug überleben, um nach einem Brand zu keimen.
In den 1990er-Jahren wurde eine erhöhte Sterblichkeit der Bäume beobachtet, was sich vermutlich auf einen allgemeinen Temperaturanstieg bei einem gleichzeitigen Rückgang an Niederschlägen und der damit einhergehenden Stresssituation für die Bäume erklären lässt.

## Systematik

### Taxonomische Einordnung
Die Spanische Tanne wird innerhalb der Gattung der Tannen (Abies) als eine von nur zwei Arten der Sektion Piceaster zugeordnet. Neben der Spanischen Tanne gehört auch die Numidische Tanne (Abies numidica) dieser Sektion an. Beide Arten zeigen die für diese Sektion typischen spiralförmig an den Zweigen angeordneten Nadeln.
Die Erstbeschreibung erfolgte im Jahr 1838 durch Pierre Edmond Boissier unter dem auch heute gültigen Namen Abies pinsapo in Bibliothèque universelle de Genève 13, S. 406. Synonyme für Abies pinsapo Boiss. sind unter anderem Abies hispanica Chambray, Abies pinsapo subsp. euhispanica (Boiss.) Maire, Picea pinsapo (Boiss.) Loudon, Pinus pinsapo (Boiss.) Antoine und  Pinus sapo d'Ounous.
Die Chromosomenzahl beträgt 2n = 24.

### Innerartliche Varianz
Von Abies pinsapo können drei Varietäten unterschieden werden:
- Abies pinsapo Boiss. var. pinsapo (Syn.: Picea pinsapo (Boiss.) Loudon, Abies hispanica Chambray, Pinus pinsapo (Boiss.) Antoine, Pinus sapo d'Ounous, Abies pinsapo var. hispanica (Chambray) H.Christ, Abies pinsapo subsp. eupinsapo Maire nom inval., Abies pinsapo subsp. hispanica (Chambray) Maire): Sie ist in Spanien beheimatet.
- Abies pinsapo Boiss. var. marocana (Trab.) Ceballos & Bolaño (Syn.: Abies marocana Trab.): Sie ist in Marokko beheimatet.
- Abies pinsapo Boiss. var. tazaotana (S.Cozar ex Villar) Pourtet (Syn.: Abies tazaotana S.Cozar ex Villar, Abies pinsapo subsp. tazaotana (S.Cozar ex Villar) R.Govaerts): Sie kommt nur im Rif-Gebirge am Mt. Tazaot vor.[5] Sie wird von manchen Autoren zu Abies pinsapo subsp. marocana gestellt.[13]

### Hybride
Abies × insignis Carrière ex Bailly ist eine natürlich entstandene Hybride zwischen der Spanischen Tanne und der Nordmann-Tanne (Abies nordmanniana). Die Hybride Abies × masjoanii entstand bei einer gezielten Kreuzung der Spanischen Tanne mit der Weiß-Tanne (Abies alba) und wird als Ziergehölz in Parks und Gärten verwendet.

## Nutzung

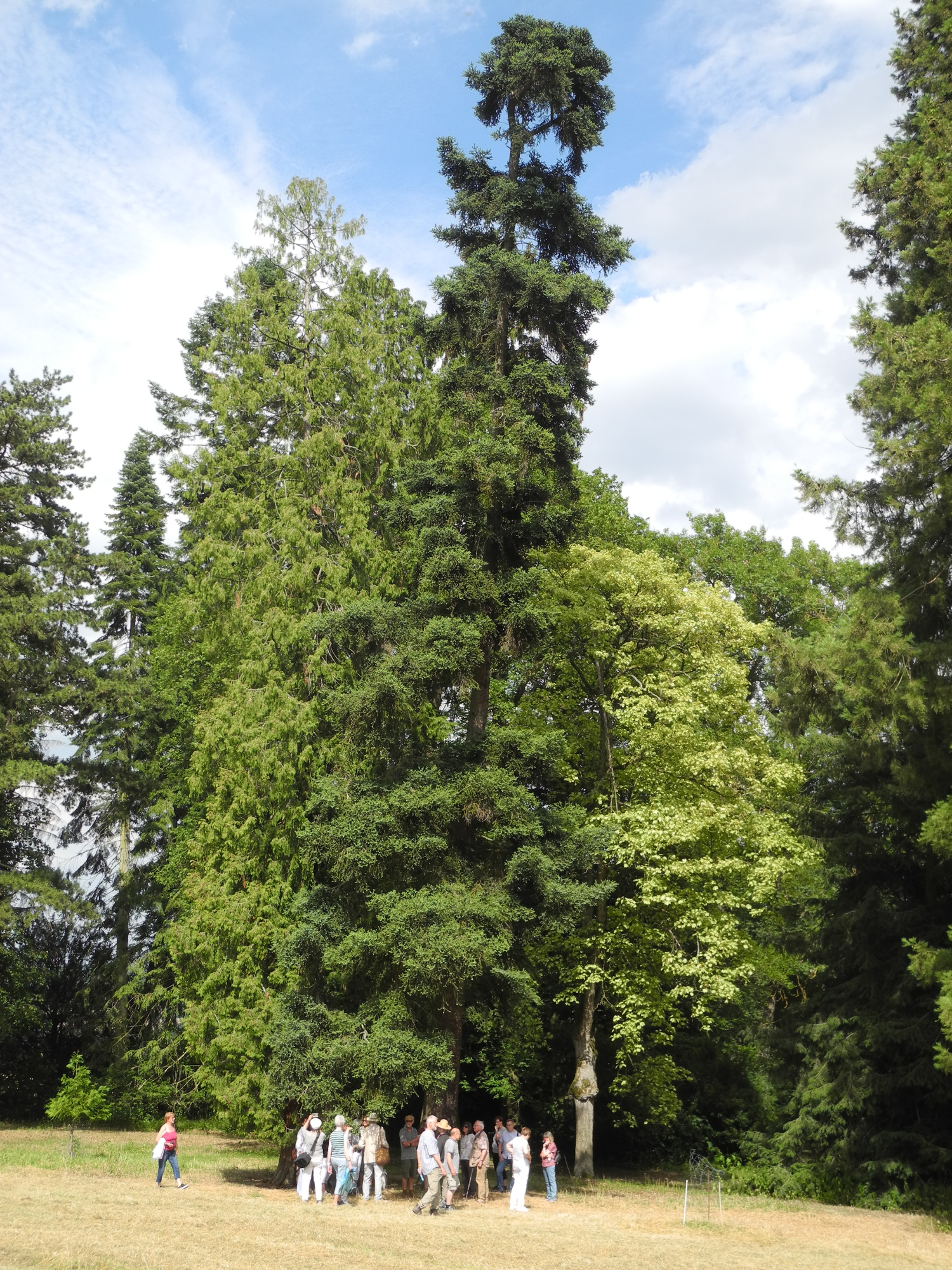
Spanische Tanne im Schlosspark Riede (möglicherweise das älteste Exemplar seiner Art in Deutschland, Stammumfang: 2,80 m, Pflanzjahr: um 1856, Photo 2019)

Aufgrund des kleinen Areals ist die Spanische Tanne forstlich von keiner Bedeutung. Um 1900 noch wurde die Spanische Tanne in 100- bis 120-jährigem Umtrieb bewirtschaftet, die Holzerträge lagen bei 1 bis 4 Meter3 pro Hektar und Jahr. Die mechanischen Eigenschaften des Holzes sind nicht sehr günstig. Aufgrund der Widerstandsfähigkeit gegen Fäule wurde es für Pfeiler und Eisenbahnschwellen verwendet. Heute erfolgt die Bewirtschaftung mit dem Ziel der Erhaltung der Art. Die Pinsapo-Wälder sind auch das Habitat der südlichen Unterart (Capra pyrenaica hispanica) des Iberiensteinbocks.
Durch die charakteristische Benadelung ist die Art ein beliebtes Ziergehölz. In dieser Funktion dominiert die Varietät ‚glauca‘.

## Gefährdung und Schutz
Die Spanische Tanne wird in der Roten Liste der IUCN seit dem Jahr 2011 als „gefährdet“ geführt. Sowohl die var. pinsapo als auch die var. marocana werden beide ebenfalls als „gefährdet“ gelistet. Der Gesamtbestand der Art wird als rückläufig angesehen, einzig der Bestand der var. pinsapo nimmt zu. Die Bestandabnahme ist vor allem auf Waldbrände, aber auch auf Dürren und damit einhergehenden Schädlingsbefall zurückzuführen. Schädlinge und Krankheiten treten dabei gehäuft in wiederaufgeforsteten Wäldern auf. In Marokko stellen zudem Abholzungen zur Gewinnung von Fläche für den Hanfanbau und der damit einhergehenden Bodenerosion eine Gefahr dar. So hat der Gesamtbestand der Art in Marokko in den Jahren zwischen 1938 und 1994 aufgrund von Abholzungen und Waldbränden um 70 Prozent abgenommen. Die Bestandszunahme in Spanien findet vor allem in höher gelegenen Lagen statt und ist das Ergebnis von Wiederaufforstungsmaßnahmen. Mittlerweile gibt es in Spanien etwas unter einer Million geschlechtsreifer Bäume. Tiefer gelegene Bestände sind rückläufig; so sind in den letzten 45 Jahren etwa 566 ha an Waldfläche durch Brände verloren gegangen. Ein weiteres Problem stellt das fragmentierte Verbreitungsgebiet der Spanischen Tanne dar, da es dadurch kaum zu einem genetischen Austausch zwischen den einzelnen Beständen kommt, wodurch wiederum die genetische Vielfalt sehr gering ist; dies führt zu einer Anfälligkeit gegenüber Krankheiten.
Der Großteil der Bestände befindet sich heute innerhalb von Schutzgebieten, welche seit 2006 Teil der Intercontinental Biosphere Reserve of the Mediterranean der UNESCO sind. Die var. pinsapo ist europaweit durch die Richtlinie 92/43/EWG (Fauna-Flora-Habitat-Richtlinie) sowie durch das spanische Gesetz 104/94 geschützt, das einen Plan zur Erhaltung der Art vorsieht, welcher sich gerade in der Entwicklungsphase befindet. Die Wälder in der Sierra de Grazalema sind seit 1984 und die in der Sierra de las Nieves und der Sierra Bermeja seit 1989 Teil des Network of Protectet Areas in Andalusia. Im Zuge eines Erhaltungsprogrammes werden in Spanien Maßnahmen zur Arterhaltung durchgeführt, welche die Eindämmung von Waldbränden, die Wiederaufforstung sowie den Schutz von jungen Bäumen vor Verbiss umfassen. In Marokko wurde der 600 km² große Nationalpark Talassemtane zum Schutz der Art eingerichtet.